# Halicyclops troglodytes
Halicyclops troglodytes – gatunek widłonoga z rodziny Halicyclopidae. Nazwa naukowa tych skorupiaków została opublikowana w 1955 roku przez niemieckiego zoologa Friedricha Kiefera.